# Ashton Eaton
Ashton James Eaton, född 21 januari 1988 i Bend, Oregon, är en amerikansk före detta friidrottare som tävlade i mångkamp.
Eaton är den andra personen genom tiderna som gjort mer än 9 000 poäng i tiokamp. Han har också tävlat i till exempel fotboll, amerikansk fotboll, basket och brottning, dock inte i stora mästerskap.
Han är gift med Brianne Theisen-Eaton som också tävlade i friidrott, men inte för USA utan för Kanada. 
Efter säsongen 2017 avslutade han karriären.  